# Brownie Chasma
Brownie Chasma este o chasma situată pe Ariel.  Ea este numită depă Brownies, care sunt spirite despre care se crede că ajută la sarcinile casnice.